# Список умерших в 1276 году
В этой статье представлен список известных людей, умерших в 1276 году.
См. также: Категория:Умершие в 1276 году

## Январь
- 4 января — Иоанн фон Тралау[нем.] — епископ Любека (1260—1276)
- 10 января — Григорий X — папа римский (1271—1276).
- 24 января — Вальрам II — граф Нассау (ок 1249—1276).
- Василий Ярославич — первый князь костромской (1247—1276), Великий князь владимирский (1272—1276), князь новгородский (1273—1276).

## Февраль
- 2 февраля — Роландино Падуанский — итальянский юрист и писатель.

## Март
- 6 марта — Смбат Спарапет — армянский военачальник, государственный деятель, дипломат, правовед и историк, погиб во время сражения в Сарвандикаре.
- 26 марта — Маргарита Голландская[англ.] — графиня-консорт Хеннеберг (1249—1276), жена Германа II[англ.], героиня народных легенд.

## Май
- Людовик Французский — старший сын французского короля Филиппа III, наследник престола (1270—1276).

## Июнь
- 22 июня — Иннокентий V — папа римский (1276), святой римско-католической церкви.
- Генрих Антиохийский — байли Иерусалимского королевства (1263—1276), утонул

## Июль
- 27 июля — Хайме I Завоеватель (68) — король Арагона, граф Барселоны, сеньор Монпелье (1213—1276), первый король Майорки (1231—1276), 1-й король Валенсии (1238—1276), граф Урхеля (1231—1238), граф Руссильона и Сердани (1244—1276).

## Август
- 18 августа — Адриан V (71) — папа римский (1276).

## Сентябрь
- 4 сентября — Риккардо Аннибальди — кардинал-дьякон Сант-Анджело-ин-Пескерия (1237—1276), кардинал-протодьякон (1254—1276).
- 6 сентября — Вичедомино де Вичедоминус — кардинал-епископ Палестрины (1273—1276), декан Коллегии кардиналов (1275—1276); умер на следующий день после избрания папой римским.
- 11 сентября — Сперандия[англ.] — святая римско-католической церкви.
- 29 сентября — Киприан Устюжский — легендарный основатель Михайло-Архангельского монастыря, святой Русской православной церкви.

## Ноябрь
- 21 ноября — Никколо да Дураццо, католический епископ Кротоне-Санта-Северина (1254—1276); ведущий специалист своего времени в области теологии.
- 30 ноября — Канезава Санетоки[англ.] — японский аристократ, основатель библиотеки Каназава

## Декабрь
- 30 декабря — Уань Пунин — южносунский мастер дзэн (школа риндзай) в Японии в период Камакура. Крупный наставник, каллиграф

## Дата неизвестна или требует уточнения
- Ахмад аль-Бадави — основатель суфийского тариката (религиозного братства) Бадавия, названного его именем
- Гвидо Гвиницелли — первый оригинальный итальянский поэт, учитель Данте Алигьери в лирике.
- Герардин из Борго-Сан-Доннино[англ.] — христианский мыслитель, автор «Введения в вечное Евангелие», приговорён к пожизненному заключению и умер в тюрьме.
- Жак д’Ибелин — граф Яффы (1266—1278) (с 1268 титулярный).
- Коппо ди Марковальдо — итальянский художник. Дата смерти предположительна.
- Мубарек-шах, четвёртый хан Чагатайского улуса (формально 1252—1260).
- Раймондо V де Кремона — виконт Кремоны (1241—1276)
- Роджер Годберг[англ.] — английский разбойник, возможный прототип Робин Гуда.
- Гульельмо да Саличето, итальянский врач-хирург.
- Уиллем — мормер Мара (1244—1276)
- Шамсуддин Сабзвари[англ.] — исламский миссионер в Мултане (Пакистан), суннитский святой